# IV. Zimske olimpijske igre – Garmisch-Partenkirchen 1936.
IV. Zimske olimpijske igre su održane 1936. godine u Garmisch-Partenkirchenu, u Njemačkoj. Iste te godine Njemačka je bila domaćin i Ljetim olimpijskim igrama u Berlinu.
Na ovim Igrama su se po prvi puta u programu natjecanja našle discipline alpskog skijanja. Međutim, zbog pravila amaterizma zabranjen je nastup učitelja skijanja koji su smatrani profesionalcima, te su stoga alpski skijaši iz Francuske i Švicarske bojkotirali Igre.
U natjecateljskom dijelu su se istaknuli sljedeći pojedinci i momčadi:
- Sonja Henie, klizačica iz Norveške je osvojila svoju treći zlatnu medalju na ZOI za redom.
- U brzom klizanju se istaknuo Ivar Ballangrud s pobjedom u tri od četiri discipline.
- U hokeju na ledu se dogodilo veliko iznenađenje, kad su zlato osvojili predstavnici Velike Britanije. Ipak, valja reći da je od 12 igrača britanskog tima njih čak 10 živjelo i treniralo hokej u Kanadi.

## Popis športova
| - alpsko skijanje - bob - brzo klizanje - hokej na ledu - umjetničko klizanje |  | - nordijsko skijanje: - skijaško trčanje - nordijska kombinacija - skijaški skokovi |

Demonstracijski športovi su bili vojna ophodnja (šport sličan biatlonu) te Stockschießen (eng. ice stock sport) (šport sličan curlingu).

## Popis podjele medalja
(Medalje domaćina posebno istaknute)
| Zimske olimpijske igre Garmisch-Partenkirchen 1936. | Zimske olimpijske igre Garmisch-Partenkirchen 1936. | Zimske olimpijske igre Garmisch-Partenkirchen 1936. | Zimske olimpijske igre Garmisch-Partenkirchen 1936. | Zimske olimpijske igre Garmisch-Partenkirchen 1936. | Zimske olimpijske igre Garmisch-Partenkirchen 1936. |
| --------------------------------------------------- | --------------------------------------------------- | --------------------------------------------------- | --------------------------------------------------- | --------------------------------------------------- | --------------------------------------------------- |
| Plasman                                             | Država                                              | Zlato                                               | Srebro                                              | Bronca                                              | Ukupno                                              |
| 1                                                   | Norveška                                            | 7                                                   | 5                                                   | 3                                                   | 15                                                  |
| 2                                                   | Njemačka                                            | 3                                                   | 3                                                   | 0                                                   | 6                                                   |
| 3                                                   | Švedska                                             | 2                                                   | 2                                                   | 3                                                   | 7                                                   |
| 4                                                   | Finska                                              | 1                                                   | 2                                                   | 3                                                   | 6                                                   |
| 5                                                   | Švicarska                                           | 1                                                   | 2                                                   | 0                                                   | 3                                                   |
| 6                                                   | Austrija                                            | 1                                                   | 1                                                   | 2                                                   | 4                                                   |
| 7                                                   | Velika Britanija                                    | 1                                                   | 1                                                   | 1                                                   | 3                                                   |
| 8                                                   | SAD                                                 | 1                                                   | 0                                                   | 3                                                   | 4                                                   |
| 9                                                   | Kanada                                              | 0                                                   | 1                                                   | 0                                                   | 1                                                   |
| 10                                                  | Francuska                                           | 0                                                   | 0                                                   | 1                                                   | 1                                                   |
| 10                                                  | Mađarska                                            | 0                                                   | 0                                                   | 1                                                   | 1                                                   |
|                                                     |                                                     |                                                     |                                                     |                                                     |                                                     |
| Total                                               | Total                                               | 17                                                  | 17                                                  | 17                                                  | 51                                                  |